# U Sung-eun
Yoo Sung eun (Hangul: 유성은), conocida como U Sung-eun, es una cantante surcoreana. 

## Carrera
Fue subcampeona en The Voice of Korea. Lanzó su álbum debut, Be OK, el 15 de julio de 2013.

## Discografía

### Álbum
| Título         | Detalles del álbum                                                                                        | Posiciones | Ventas |
| Título         | Detalles del álbum                                                                                        | KOR        | Ventas |
| -------------- | --- | ---------- | ------ |
| Be OK          | - Publicado: 15 de julio de 2013 - Etiqueta: - The Music Works, CJ E&M - Formatos: CD, descarga digital   | 55         |        |
| 2do Mini Álbum | - Lanzamiento: 12 de octubre de 2015 - Etiqueta: The Music Works, CJ E&M - Formatos: CD, descarga digital | 54         |        |

### Sencillos
| Título                                               | Año  | Posiciones | Ventas         | Álbum          |
| Título                                               | Año  | KOR        | Ventas         | Álbum          |
| ---------------------------------------------------- | ---- | ---------- | -------------- | -------------- |
| "Be OK" feat. Baechigi                               | 2013 | 4          | - KOR: 803,950 | "Be OK"        |
| "Healing"                                            | 2013 | 19         | - KOR: 189,627 |                |
| "Have To Hurt Once Anyway" (어차피 한번은 아파야 해) | 2015 | 22         | - KOR: 78,201  |                |
| "Marijuana" (마리화나)                               | 2015 | 73         | - KOR: 31,066  |                |
| "Nothing" feat. Moonbyul                             | 2015 | 16         | - KOR: 128,199 | 2do Mini Álbum |
| "Jealousy" (질투) feat. Kisum                        | 2016 | 34         | - KOR: 99,695  |                |

### Colaboraciones
| Título                                                         | Año  | Posiciones | Ventas        | Álbum |
| Título                                                         | Año  | KOR        | Ventas        | Álbum |
| -------------------------------------------------------------- | ---- | ---------- | ------------- | ----- |
| "Love Virus" (사랑병) con BtoB                                 | 2012 | 74         | - KOR: 87,146 |       |
| "Don't Hurt" (아프지마) con Yongjin                            | 2013 | —          | - KOR: 30,014 |       |
| "500 Days Of Summer" (500일의 Summer) con Rooftop House Studio | 2016 | —          |               |       |

## Filmografía

### Programas de variedades
| Año             | Programa             | Notas                                                         |
| --------------- | -------------------- | ------------------------------------------------------------- |
| 2020            | King of Mask Singer  | (ep. #269-270) - concursó como "Good Job!"                    |
| 2018 2015, 2018 | I Can See Your Voice | Ep. #2 - invitada Ep. #6; 2 - miembro del panel de detectives |